# Индепенденс (Миссури)
Индепе́нденс (англ. Independence, с англ. — «Независимость») — город в штате Миссури, США; четвёртый по размеру в штате; город, где провёл бо́льшую часть жизни 33-й Президент США Гарри Трумэн, также в городе находятся могилы его и его жены; место зарождения Движения святых последних дней.

## Описание
Индепенденс находится в западной части штата, на берегу реки Миссури. Бо́льшая часть города находится в о́круге Джэксон, меньшая — в о́круге Клэй. Индепенденс — город-спутник Канзас-Сити и часть конурбации Канзас-Сити (англ. Kansas City metropolitan area). Прозвище города — «Королевский город Путей», так как через него проходят Калифорнийский (англ. California Trail) и Орегонский Пути, Путь Санта-Фе (англ. Santa Fe Trail).

## История
На месте города издавна проживали индейцы племени сиу, в частности, осейджи. Официально частью США поселение стало в 1803 году после Луизианской покупки. Как город Индепенденс был основан 29 марта 1827 года и вскоре стал важным фронтирным населённым пунктом. В 1831 году в городе начало развиваться Движение святых последних дней, лидер движения, Джозеф Смит, основал в городе Храм Лота (англ. Temple Lot). В связи с разногласиями с местными жителями Движение ушло из города в 1833 году, но в итоге всё это в 1838 году вылилось в Мормонскую войну. В 1867 году отдельные адепты учения вернулись в город, в частности, Сообщество Христа, Церковь Христа (Church of Christ) и англ. Restoration Branches.
18 июля 1849 года был избран первый мэр города — Уильям Маккой.
Во время Гражданской войны в городе произошли два крупных сражения: первое (англ. First Battle of Independence) и второе (англ. Second Battle of Independence).

## Демография
| Год переписи | Нас.   |  | %±     |
| ------------ | ------ |  | ------ |
| 1860         | 3164   |  | —      |
| 1870         | 3184   |  | 0,6%   |
| 1880         | 3146   |  | −1,2%  |
| 1890         | 6380   |  | 102,8% |
| 1900         | 6794   |  | 6,5%   |
| 1910         | 9859   |  | 45,1%  |
| 1920         | 11686  |  | 18,5%  |
| 1930         | 15296  |  | 30,9%  |
| 1940         | 16066  |  | 5%     |
| 1950         | 36963  |  | 130,1% |
| 1960         | 62328  |  | 68,6%  |
| 1970         | 111630 |  | 79,1%  |
| 1980         | 111806 |  | 0,2%   |
| 1990         | 112295 |  | 0,4%   |
| 2000         | 113288 |  | 0,9%   |
| 2010         | 116830 |  | 3,1%   |
| 2015         | 117255 |  | 0,4%   |
| 1860–2015    |        |  |        |

Расовый состав
- 91,87 % — белые
- 2,59 % — афроамериканцы
- 0,7 % — азиаты
- 0,64 % — индейцы
- 0,46 % — гавайцы или уроженцы Океании
- 1,43 % — прочие расы
- 2,31 % — две или более расы
- 3,69 % — испанцы и латиноамериканцы разных рас.

## Учреждения
Высшие школы
- англ. Fort Osage High School
- Truman High School
- англ. Van Horn High School
- англ. William Chrisman High School
- St. Mary’s High School
- Center Place Restoration School[2]

Колледжи и университеты
- Metropolitan Community College
- англ. Graceland University

Библиотеки
- Midwest Genealogy Center[3]
- The Center for the Study of the Korean War[4]
- Merrill J. Mattes Research Library[5]
- англ. Harry S. Truman Presidential Library and Museum (см. тж. подраздел «Музеи»)
- Jackson County Historical Society Archives & Research Library[6]
- англ. Mid-Continent Public Library
- англ. Kansas City Public Library

Газеты
- The Examiner
- англ. The Kansas City Star

Музеи
- англ. Harry S. Truman Presidential Library and Museum (см. тж. подраздел «Библиотеки»)
- Harry S Truman Home National Historic Site[7]
- National Frontier Trails Museum[8]
- Leila’s Hair Museum[9]
- Puppetry Arts Institute[10]
- Bingham-Waggoner Estate[11]
- Vaile Mansion[12]
- Community of Christ International Headquarters[13]
- LDS Visitors Center

Больницы
- англ. Centerpoint Medical Center

Транспорт
- Станция Амтрак
- англ. Kansas City Area Transportation Authority

## Города-побратимы
- Хигасимураяма, Япония

## Известные жители
- Гарри Трумэн — 33-й Президент США. Жил в городе с 1890 по 1934 (исключая службу в армии) и с 1953 по 1972 год.
- Бесс Трумэн — жена Гарри Трумэна, Первая леди США, жила в городе с 1885 по 1899, с 1903 по 1934 и с 1953 по 1982 год.
- Маргарет Трумэн (англ. Margaret Truman) — дочь четы Трумэнов, жила в городе с 1924 по 1934 год.

- Фог Аллен (англ. Phog Allen) — баскетболист и бейсболист.
- Джордж Бингам (англ. George Caleb Bingham) — художник.
- Джим Батчер — писатель.
- Пол Хеннинг (англ. Paul Henning) — продюсер и сценарист.
- Арлисс Говард (англ. Arliss Howard) — актёр, сценарист и режиссёр.
- Бетти Леннокс (англ. Betty Lennox) — баскетболистка.
- Альберт Пухольс — бейсболист.
- Джинджер Роджерс — актриса и танцовщица.
- Маргарет Уэйс — писательница.
- Джонатан Уэндел — киберспортсмен.

## Галерея

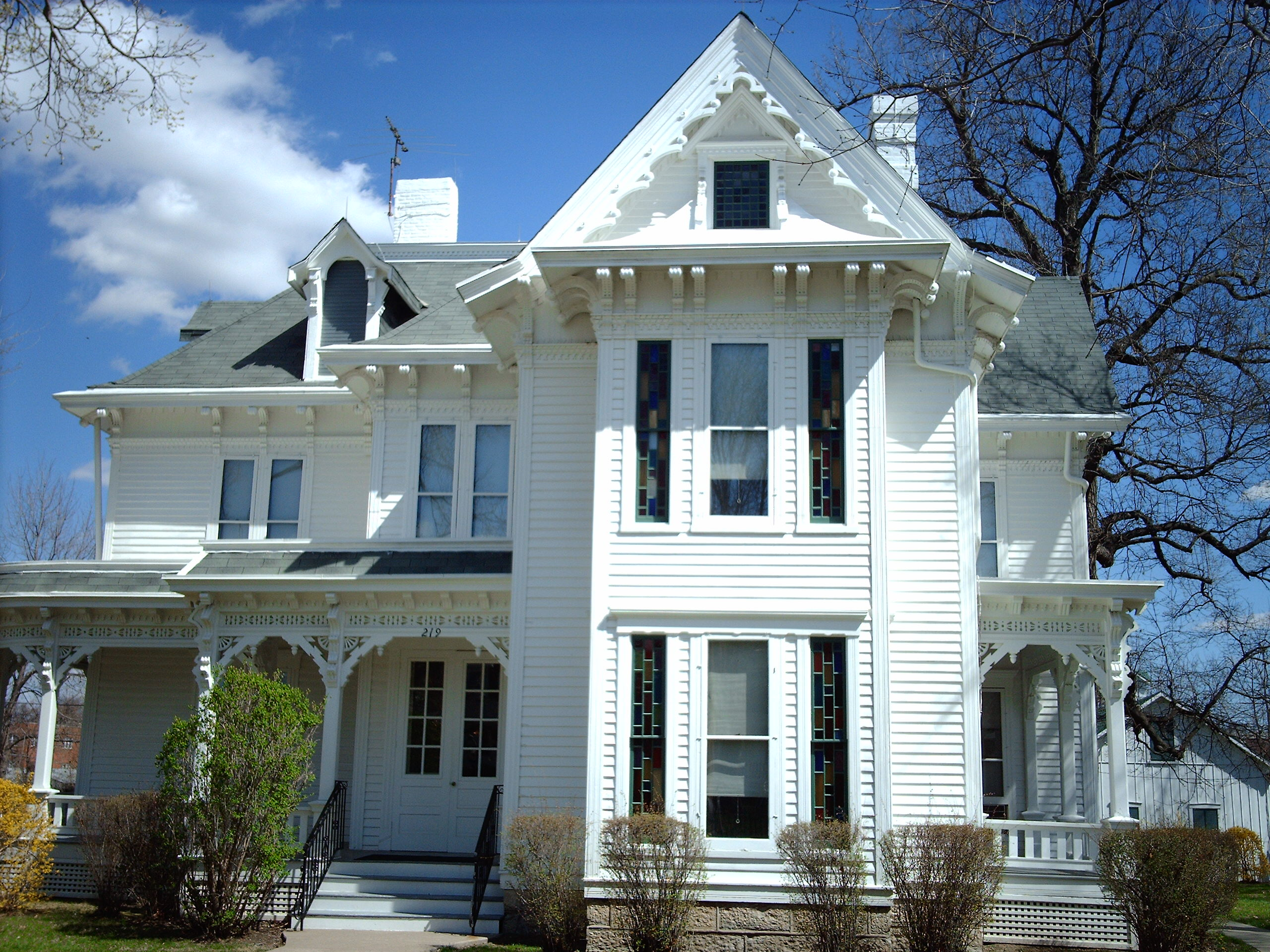
Дом Трумэнов: Гарри, Бесс и Маргарет.
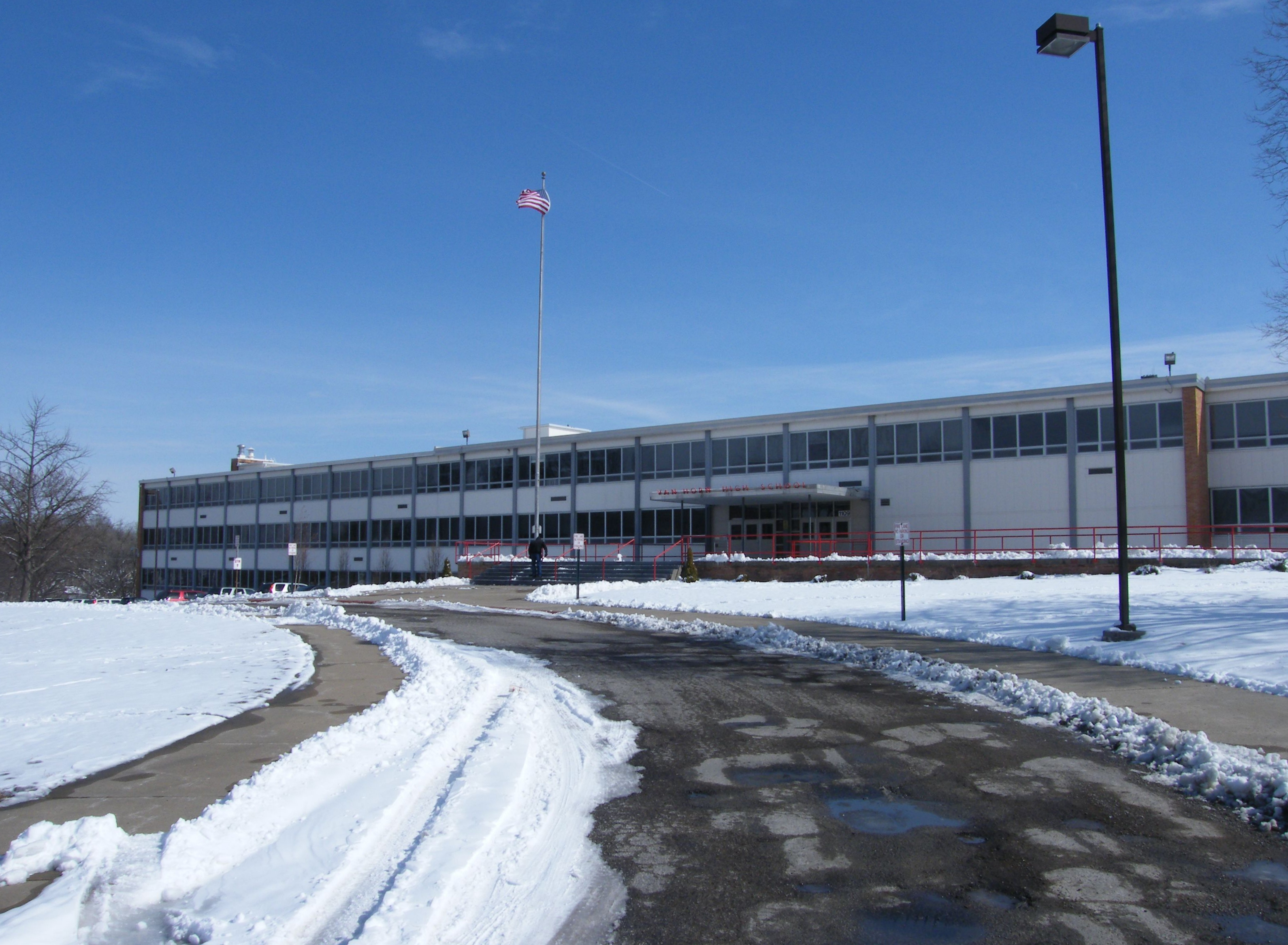
Старшая школа Ван-Хорн
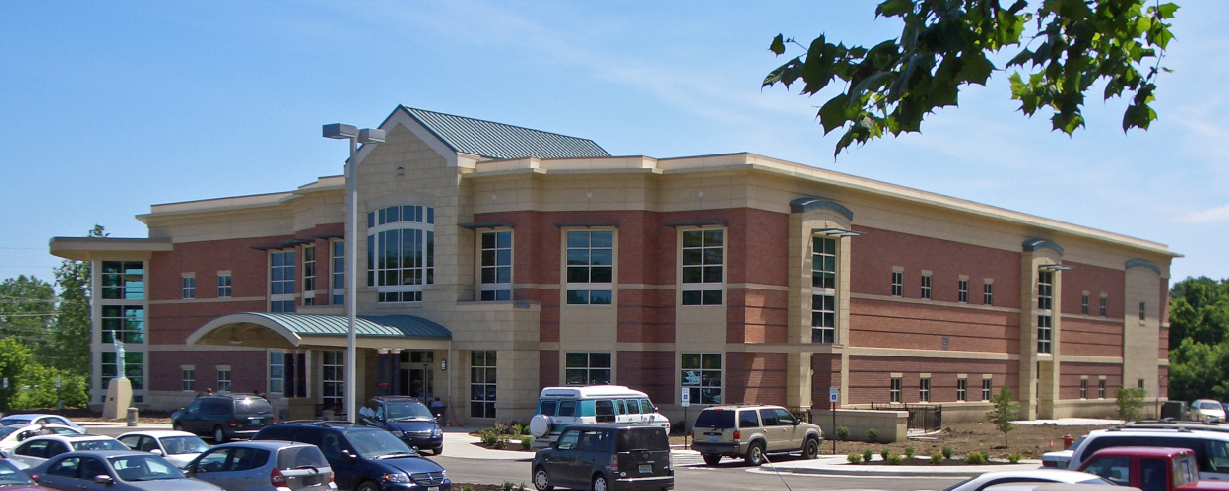
Генеалогический центр Мидуэст
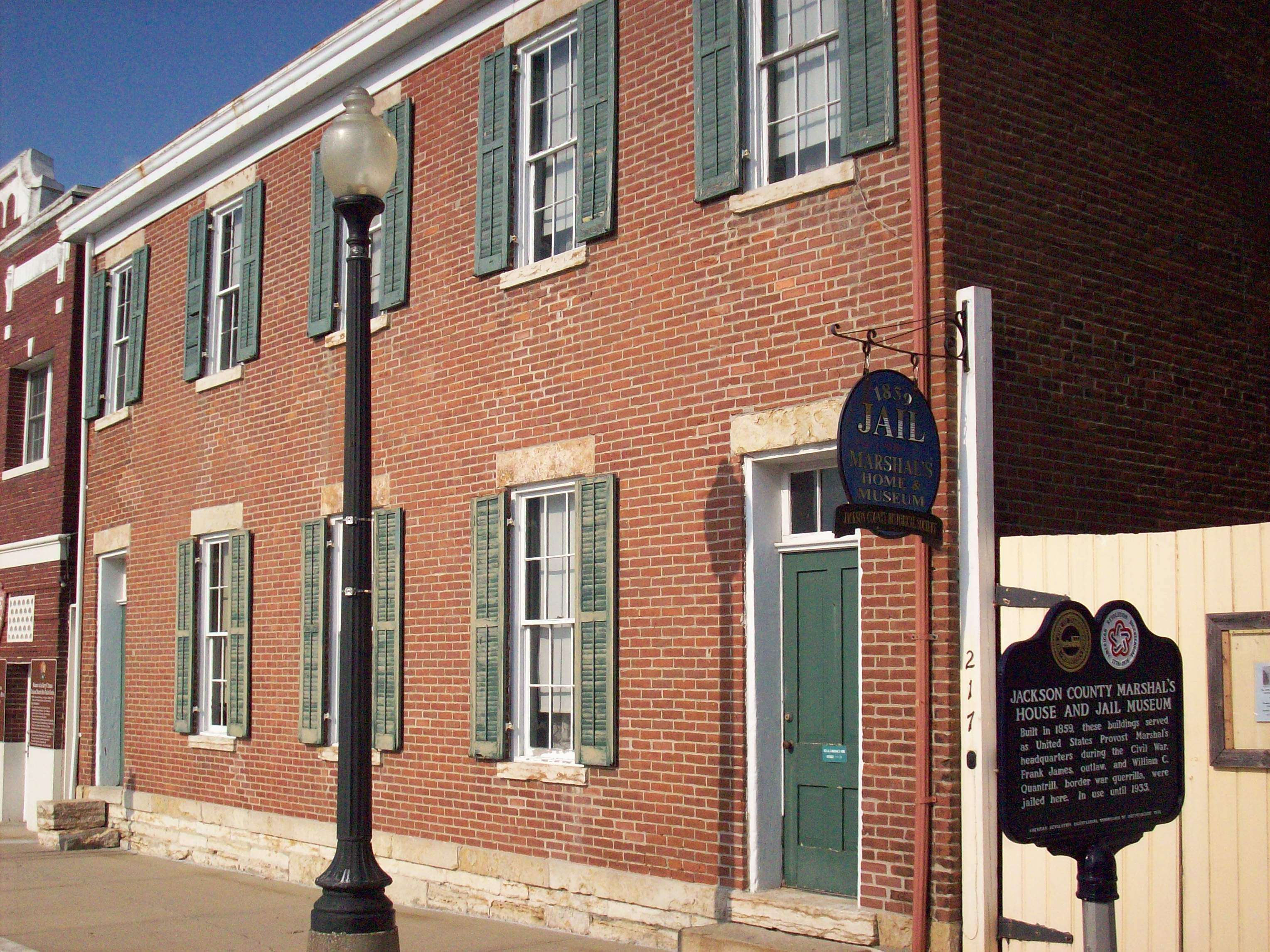
Тюрьма
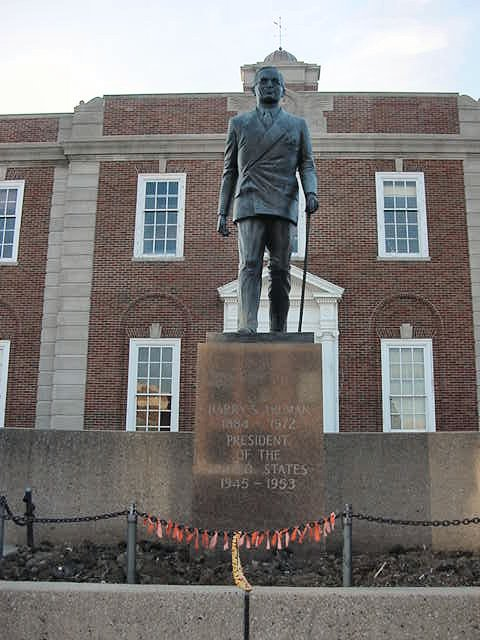
Памятник Гарри Трумэну. На заднем плане — здание суда.
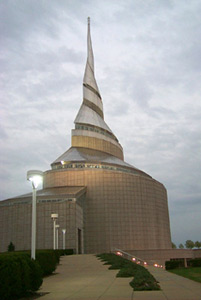
Храм Лота